# Consorti dei sovrani olandesi
I Consorti dei sovrani olandesi sono state le persone sposate ai monarchi olandesi durante i loro regni. Tutti i coniugi di sesso femminile dei sovrani dei Paesi Bassi avevano il titolo di Regina dei Paesi Bassi e l'appellativo di Maestà. I coniugi di sesso maschile delle tre regine regnanti dei Paesi Bassi hanno avuto il titolo di principe consorte dei Paesi Bassi e l'appellativo di Altezza reale. I coniugi dei re Bonaparte d'Olanda erano Regina d'Olanda con l'appellativo di Maestà. I coniugi di seguito sono dei monarchi d'Olanda tra il 1806 e il 1810, e dei Paesi Bassi dal 1813:

## Regine consorti del Regno d'Olanda

### Bonaparte (1806-1810)
| Immagine | Nome                    | Padre                                  | Nascita        | Matrimonio     | Divenne Consorte                | Cessò di essere Consorte              | Morte          | Coniuge |
| -------- | ----------------------- | -------------------------------------- | -------------- | -------------- | ------------------------------- | ------------------------------------- | -------------- | ------- |
|          | Ortensia di Beauharnais | Alexandre de Beauharnais (Beauharnais) | 10 aprile 1783 | 4 gennaio 1802 | 5 giugno 1806 ascesa del marito | 1º luglio 1810 abdicazione del marito | 5 ottobre 1837 | Luigi I |

## Consorti reali dei Paesi Bassi

### Orange-Nassau (1815-attuale)
| Immagine | Nome                           | Stemma | Padre                                                                          | Nascita          | Matrimonio       | Divenne Consorte                     | Cessò di essere Consorte                | Morte            | Coniuge              |
| -------- | ------------------------------ | ------ | ------------------------------------------------------------------------------ | ---------------- | ---------------- | ------------------------------------ | --------------------------------------- | ---------------- | -------------------- |
|          | Guglielmina di Prussia         |        | Federico Guglielmo II di Prussia (Hohenzollern)                                | 18 novembre 1774 | 1º ottobre 1791  | 16 marzo 1815 ascesa del marito      | 12 ottobre 1837                         | 12 ottobre 1837  | Guglielmo I          |
|          | Anna Pavlovna di Russia        |        | Paolo I di Russia (Romanov)                                                    | 18 gennaio 1795  | 21 febbraio 1816 | 7 ottobre 1840 ascesa del marito     | 7 marzo 1849 morte del marito           | 1º marzo 1865    | Guglielmo II         |
|          | Sofia di Württemberg           |        | Guglielmo I di Württemberg (Württemberg)                                       | 17 giugno 1818   | 18 giugno 1839   | 7 marzo 1849 ascesa del marito       | 3 giugno 1877                           | 3 giugno 1877    | Guglielmo III        |
|          | Emma di Waldeck e Pyrmont      |        | Giorgio Vittorio, Principe di Waldeck e Pyrmont (Waldeck e Pyrmont)            | 2 agosto 1858    | 7 gennaio 1879   | 7 gennaio 1879                       | 23 novembre 1890 morte del marito       | 20 marzo 1934    | Guglielmo III        |
|          | Enrico di Meclemburgo-Schwerin |        | Federico Francesco II, Granduca di Meclemburgo-Schwerin (Meclemburgo-Schwerin) | 19 aprile 1876   | 7 febbraio 1901  | 7 febbraio 1901                      | 3 luglio 1934                           | 3 luglio 1934    | Guglielmina          |
|          | Bernhard di Lippe-Biesterfeld  |        | Principe Bernhard von Lippe-Biesterfeld (Lippe-Biesterfeld)                    | 29 giugno 1911   | 8 settembre 1936 | 6 settembre 1948 ascesa della moglie | 30 aprile 1980 abdicazione della moglie | 1º dicembre 2004 | Giuliana             |
|          | Claus von Amsberg              |        | Claus Felix von Amsberg (Amsberg)                                              | 6 settembre 1926 | 10 marzo 1966    | 30 aprile 1980 ascesa della moglie   | 6 ottobre 2002                          | 6 ottobre 2002   | Beatrice             |
|          | Máxima Zorreguieta             |        | Jorge Zorreguieta                                                              | 17 maggio 1971   | 2 febbraio 2002  | 30 aprile 2013 ascesa del marito     |                                         |                  | Guglielmo Alessandro |